# Markus Haas (Fussballspieler)
Markus Haas (* 24. November 1959) ist ein ehemaliger liechtensteinischer Fussballspieler.

## Karriere

### Verein
In seiner Jugend spielte Haas für den Hauptstadtklub FC Vaduz, bei dem er 1978 in den Herrenbereich befördert wurde. Ein Jahr später schloss er sich dem Grasshopper Club Zürich an, bevor er 1980 zum FC Luzern wechselte. 1981 unterschrieb er einen Vertrag beim FC Balzers. Nach einer Leihe zum FC Vaduz kehrte er 1984 zum FC Balzers zurück. Es folgten Stationen beim Schweizer Amateurverein FC Mels, beim FC Triesenberg sowie erneut beim FC Vaduz. 1990 wurde er vom FC Triesen verpflichtet, für den er bis zu seinem Karriereende 1993 aktiv war.

### Nationalmannschaft
Haas absolvierte sein einziges Länderspiel für die liechtensteinische Fussballnationalmannschaft am 7. Juni 1984 beim 0:6 gegen Österreich im Rahmen eines Freundschaftsspiels.

## Privates
Haas ist verheiratet und Vater von drei Kindern. Er arbeitete von 1987 bis 2009 als Angestellter bei verschiedenen Versicherungen, seit 2010 ist er in der Versicherungsbranche als Inhaber eines Maklerbüros in Vaduz selbständig.